# Astrit Selmani
Astrit Selmani, talvolta indicato come Astrit Seljmani (Malmö, 12 marzo 1997), è un calciatore svedese naturalizzato kosovaro, attaccante dello Shanxi Lianhe.

## Biografia
Nato a Malmö in Svezia, è figlio di immigrati albanesi del Kosovo.

## Carriera

### Club
Inizialmente è cresciuto nel Malmö FF, ma all'età di 12 anni si è infortunato al legamento crociato e ha cambiato squadra passando al Kulladals FF dopo essere stato fermo per un anno.
Diciassettenne, tra il 2014 e il 2015 ha giocato con il BK Olympic in Division 3, il quinto livello del calcio svedese. In queste due stagioni ha realizzato complessivamente 14 gol in 37 partite.
Prima dell'inizio del campionato 2016 è passato all'Ängelholm, squadra con cui ha giocato le prime partite in Superettan, ovvero la seconda serie nazionale. Nella prima metà di stagione è stato utilizzato solo in 6 partite, mai da titolare, poi è stato ceduto complice anche la difficile situazione economica da parte del club gialloblù. Selmani è così sceso in Division 1 con il trasferimento al Kristianstad FC, ma anche in questo caso ha faticato a trovare spazio nell'undici di partenza, e ha chiuso dunque l'annata senza aver segnato reti in partite ufficiali.
Nel 2017 è tornato a giocare per una squadra della città di Malmö, nello specifico l'FC Rosengård, anch'esso militante in Division 1. In quell'edizione del torneo egli è andato in gol 4 volte su 22 partite disputate, mentre la squadra è retrocessa.
Il campionato 2018 lo ha invece trascorso con la maglia del Torns IF, anche in questo caso in Division 1. Qui ha di fatto incrementato la sua produzione offensiva, avendo siglato 13 gol in 28 presenze.
Il buon campionato disputato con il Torns IF ha indotto la dirigenza del Varberg ad ingaggiarlo. Qui in panchina ha ritrovato Joakim Persson, già sui tecnico nel 2016 ai tempi del Kristianstad FC. Con i suoi 15 gol e 4 assist messi a segno in 27 partite della Superettan 2019, Selmani è stato tra gli artefici della prima storica promozione del club neroverde nell'Allsvenskan. L'anno successivo, al suo debutto nella massima serie svedese, egli si è consacrato a livello nazionale, diventando il vice capocannoniere dell'Allsvenskan 2020 con 15 gol in 24 presenze, a cui ha aggiunto anche 6 assist. Queste prestazioni hanno aiutato la squadra a salvarsi e a chiudere all'11º posto in classifica.
Il 18 dicembre 2020 è stato ufficializzato il suo acquisto – a partire dall'imminente mese di gennaio – da parte degli stoccolmesi dell'Hammarby con un contratto quadriennale. Durante la sua conferenza di presentazione, il ds biancoverde Jesper Jansson ha confermato che si tratta dell'operazione più costosa della storia del club per quanto riguarda il prezzo del cartellino. I media locali hanno quantificato la cifra tra i 7 e gli 8 milioni di corone. Rimasto a secco di reti nelle prime 6 giornate, si è sbloccato alla settima giornata con la rete del definitivo 2-2 nel derby contro il Djurgården. Selmani ha chiuso il campionato con 26 presenze e 9 gol, 4 dei quali giunti alla sola ultima giornata contro il Kalmar. Il 26 maggio 2022, in occasione della finale di Coppa di Svezia terminata ai rigori, il suo decisivo errore dal dischetto ha deciso la sfida in favore del Malmö FF.
La sua permanenza in biancoverde è durata un anno e mezzo, poiché nel luglio 2022 gli israeliani dell'Hapoel Be'er Sheva lo hanno acquistato dall'Hammarby per circa 1 milione di euro. Nei mesi seguenti ha totalizzato 22 presenze e 3 reti includendo campionato, UEFA Europa Conference League e Coppa d'Israele, partendo però dalla panchina in buona parte di queste partite.
Il 31 gennaio 2023 è stato ceduto ai danesi del Midtjylland con un prestito fino al successivo 30 giugno il quale prevedeva anche un'opzione di acquisto. Questa parentesi è stata condizionata da un infortunio al ginocchio che gli ha permesso di collezionare solo tre apparizioni in Superligaen e una in UEFA Europa League, senza mai andare a segno. A fine stagione, una volta terminato il prestito, il club danese ha scelto di non riscattare il giocatore.
L'11 agosto 2023 è stato annunciato il suo approdo all'IFK Göteborg in prestito con diritto di riscatto fino al termine dell'anno. La squadra in quel momento occupava il penultimo posto in classifica a tredici giornate dalla fine dell'Allsvenskan 2023. I biancoblù hanno finito per raggiungere la salvezza diretta solo nei minuti di recupero dell'ultima giornata, mentre Selmani ha chiuso il torneo con zero reti in 12 presenze.
Terminato il prestito all'IFK Göteborg, ha rescisso con l'Hapoel Be'er Sheva nel gennaio 2024 e firmato un accordo con i rumeni della Dinamo Bucarest.

### Nazionale
Il 1º ottobre 2021 viene convocato per la prima volta dal Kosovo. Esordisce 8 giorni dopo in occasione della sconfitta per 3-0 contro la Svezia. Il 24 marzo 2022, in occasione dell'amichevole vinta per 5-0 contro il Burkina Faso, segna il suo primo gol con la rappresentativa kosovara.

## Statistiche

### Presenze e reti nei club
Statistiche aggiornate al 20 novembre 2020.
| Stagione          | Squadra           | Campionato        | Campionato | Campionato | Coppe nazionali | Coppe nazionali | Coppe nazionali | Coppe continentali | Coppe continentali | Coppe continentali | Altre coppe | Altre coppe | Altre coppe | Totale | Totale |
| Stagione          | Squadra           | Comp              | Pres       | Reti       | Comp            | Pres            | Reti            | Comp               | Pres               | Reti               | Comp        | Pres        | Reti        | Pres   | Reti   |
| ----------------- | ----------------- | ----------------- | ---------- | ---------- | --------------- | --------------- | --------------- | ------------------ | ------------------ | ------------------ | ----------- | ----------- | ----------- | ------ | ------ |
| 2014              | BK Olympic        | D3                | 18         | 5          | CS              | -               | -               | -                  | -                  | -                  | -           | -           | -           | 18     | 5      |
| 2015              | BK Olympic        | D3                | 19         | 9          | CS              | 1               | 1               | -                  | -                  | -                  | -           | -           | -           | 20     | 10     |
| Totale BK Olympic | Totale BK Olympic | Totale BK Olympic | 37         | 14         |                 | 1               | 1               |                    | -                  | -                  |             | -           | -           | 38     | 15     |
| gen.-lug. 2016    | Ängelholms FF     | B                 | 6          | 0          | CS              | 2               | 0               | -                  | -                  | -                  | -           | -           | -           | 8      | 0      |
| lug.-dic. 2016    | Kristianstad FC   | D1                | 8          | 0          | CS              | 2               | 0               | -                  | -                  | -                  | -           | -           | -           | 10     | 0      |
| 2017              | FC Rosengård      | D1                | 22         | 4          | CS              | 1               | 0               | -                  | -                  | -                  | -           | -           | -           | 23     | 4      |
| 2018              | Torns IF          | D1                | 28         | 13         | CS              | 2               | 1               | -                  | -                  | -                  | -           | -           | -           | 30     | 14     |
| 2019              | Varberg           | B                 | 27         | 15         | CS              | 3               | 0               | -                  | -                  | -                  | -           | -           | -           | 30     | 15     |
| 2020              | Varberg           | A                 | 24         | 15         | CS              | 4               | 2               | -                  | -                  | -                  | -           | -           | -           | 26     | 14     |
| Totale Varberg    | Totale Varberg    | Totale Varberg    | 51         | 30         |                 | 7               | 2               |                    | -                  | -                  |             | -           | -           | 58     | 32     |
| Totale carriera   | Totale carriera   | Totale carriera   | 152        | 61         |                 | 15              | 4               |                    | -                  | -                  |             | -           | -           | 167    | 65     |

### Cronologia presenze e reti in nazionale
| Cronologia completa delle presenze e delle reti in nazionale ― Kosovo | Cronologia completa delle presenze e delle reti in nazionale ― Kosovo | Cronologia completa delle presenze e delle reti in nazionale ― Kosovo | Cronologia completa delle presenze e delle reti in nazionale ― Kosovo | Cronologia completa delle presenze e delle reti in nazionale ― Kosovo | Cronologia completa delle presenze e delle reti in nazionale ― Kosovo | Cronologia completa delle presenze e delle reti in nazionale ― Kosovo | Cronologia completa delle presenze e delle reti in nazionale ― Kosovo |
| Data                                                                  | Città                                                                 | In casa                                                               | Risultato                                                             | Ospiti                                                                | Competizione                                                          | Reti                                                                  | Note                                                                  |
| --------------------------------------------------------------------- | --------------------------------------------------------------------- | --------------------------------------------------------------------- | --------------------------------------------------------------------- | --------------------------------------------------------------------- | --------------------------------------------------------------------- | --------------------------------------------------------------------- | --------------------------------------------------------------------- |
| 9-10-2021                                                             | Solna                                                                 | Svezia                                                                | 3 – 0                                                                 | Kosovo                                                                | Qual. Mondiali 2022                                                   | -                                                                     | 70’                                                                   |
| 12-10-2021                                                            | Pristina                                                              | Kosovo                                                                | 1 – 2                                                                 | Georgia                                                               | Qual. Mondiali 2022                                                   | -                                                                     | 86’                                                                   |
| 10-11-2021                                                            | Pristina                                                              | Kosovo                                                                | 0 – 2                                                                 | Giordania                                                             | Amichevole                                                            | -                                                                     | 62’                                                                   |
| 14-11-2021                                                            | Amarousio                                                             | Grecia                                                                | 1 – 1                                                                 | Kosovo                                                                | Qual. Mondiali 2022                                                   | -                                                                     | 80’                                                                   |
| 24-3-2022                                                             | Pristina                                                              | Kosovo                                                                | 5 – 0                                                                 | Burkina Faso                                                          | Amichevole                                                            | 1                                                                     | 36’                                                                   |
| Totale                                                                |                                                                       | Presenze                                                              | 5                                                                     |                                                                       | Reti                                                                  | 1                                                                     |                                                                       |

## Palmarès

### Club

#### Competizioni nazionali
- Coppa di Svezia: 1

Hammarby: 2020-2021